# Kevin Lawton
Kevin Edmund Lawton (* 28. September 1960 in Auckland) ist ein ehemaliger neuseeländischer Ruderer.
Der 1,86 m große Kevin Lawton vom West End Rowing Club in Auckland rückte 1984 in die neuseeländische Nationalmannschaft auf. Bei den Olympischen Spielen 1984 in Los Angeles traten Kevin Lawton, Don Symon, Barrie Mabbott, Ross Tong und Steuermann Brett Hollister im Vierer mit Steuermann an und belegten im Vorlauf den dritten Platz hinter den Booten aus dem Vereinigten Königreich und den Vereinigten Staaten. Im Hoffnungslauf siegten die Neuseeländer vor dem US-Boot und dem Boot aus der Bundesrepublik Deutschland. Im Finale ergab sich auf den vorderen Plätzen der gleiche Einlauf wie im Vorlauf, es siegten die Briten vor der Mannschaft des Gastgeberlandes und den Neuseeländern. Im Jahr darauf war Lawton bei den Weltmeisterschaften 1985 mit dem Achter am Start und belegte den vierten Platz.
Lawton war zunächst in Auckland im Baugewerbe tätig, später zog es ihn nach Leigh, wo er auf seiner Farm lebt.